# Archidiecezja bagdadzka
Archidiecezja bagdadzka (łac.: Archidioecesis Bagdathensis Latinorum) – katolicka archidiecezja Kościoła rzymskokatolickiego w Iraku, obejmująca swoim zasięgiem cały kraj. Siedziba arcybiskupa znajduje się w katedrze św. Józefa w Bagdadzie.

## Historia
- Diecezja bagdadzka powstała 6 września 1632; 19 sierpnia 1848 została podniesiona do rangi archidiecezji.

## Ordynariusze
- Timoteo Pérez Vargas OCD (1632–1639)
- Jean Duval OCD (1638–1669)
- Placide-Louis du Chemin OSB (1669–1683)
- François Picquet (1683–1685)
- Louis-Marie Pidou de Saint-Olon CR (1687–1717)
- Dominique Marie Varlet (1719–1719)
- Emmanuel (Bruno) Baillet (Ballyet) OCD (1742–1773)
- Joannes Baptist Miroudot OCist (1776–1798)
- Pierre-Alexandre Coupperie (1820–1831)
- Pierre-Dominique-Marcellin Bonamie SSCC (1832–1835)
- Marie-Laurent Trioche (1837–1856)
  - Nicolás Castells OFMCap (1866–1873) (administrator apostolski)
  - Eugène-Louis-Marie Lion OP (1874–1883) (administrator apostolski)
  - Henri-Victor Altamayer OP (1884–1887) (administrator apostolski)
- Henri-Victor Altamayer OP (1887–1902)
- Désiré-Jean Drure OCD (1902–1917)
- François de Berré OP (1921–1929)
- Armand Etienne M. Blanquet du Chayla OCD (1939–1964)
- Paul-Marie-Maurice Perrin (1965–1970)
- Ernest-Marie de Jésus-Hostie Charles Albert Nyary OCD (1972–1983)
- Paul Dahdah OCD (1983–1999)
- Jean Benjamin Sleiman OCD (od 2000)

## Podział administracyjny
W skład archidiecezji bagdadzkiej wchodzą 3 parafie.

## Główne świątynie
- Katedra: Katedra św. Józefa w Bagadzie